# Sega Saturn
Sega Saturn är en spelkonsol från Sega, som släpptes i Japan i november 1994, och var Segas svar på bland annat Sonys Playstation. Systemet fick många shoot 'em up-, beat 'em up-, RPG- och arkadspel.

## Specifikationer
Sega Saturns egenskaper i urval:
- CPU: två st. Hitachi SuperH-2 32-bits RISC @ 28,6 MHz och 50 MIPS
- RAM: 1 MiB SDRAM
- RAM: 1 MiB DRAM
- VRAM: 512 KiB
- Ljud-RAM: 512 KiB
- Videosignal: Kompositvideo, RF, RGB och S-Video
- Media: CD-ROM

## Spel
Sega Saturn fick ett stort antal högaktade spel och många framgångsrika spel-serier etablerades på Saturn.
Spel i urval:
- Panzer Dragoon
- Virtua Cop
- Radiant Silvergun

## Tillbehör
Tillbehör till Saturn i urval:
- Analog speldosa (släppt till spelet NiGHTS Into Dreams)
- Ljuspistol (släppt till spelet Virtua Cop)
- Modem: Sega NetLink
- 3,5"-diskettenhet för högdensitetsdisketter (1440 KiB)
- Flera MPEG-tillägg som gjorde det möjligt att visa Video-CD
- RAM-expansioner

### Fotnoter
1. ↑  Jerry Fogselius (17 maj 2015). ”Sega-chef grämer sig över dagen då Sega Saturn dog”. Gamecreator. http://www.gamereactor.se/nyheter/241344/blog/. Läst 22 maj 2017.